# Clandestinos: o Sonho Começou
Clandestinos: o Sonho Começou foi um seriado de televisão brasileiro exibido pela Rede Globo, entre 4 de novembro e 16 de dezembro de 2010. Foi escrita por João Falcão, com direção de Flávia Lacerda e Guel Arraes. O programa foi exibido às quintas-feiras na faixa das 23h.

## Enredo
Fábio (Fábio Enriquez) é um diretor teatral excêntrico que decide fazer uma peça sobre os sonhos de jovens atores em São Paulo em busca de reconhecimento. Após publicar um artigo na internet convocando iniciantes entre 18 e 28 anos para os testes, ele fica surpreso ao se deparar com milhares de inscrições, mesmo deixando claro que nenhum deles receberá cachê. Com 90 segundos para mostrar seus trabalhos, o diretor começa a seleção pelos atores perfeitos para suas aspirações.

## Elenco
| Ator               | Personagem      |
| ------------------ | --------------- |
| Fábio Enriquez     | Fábio Hernandes |
| Nanda Costa        | Nanda           |
| Chandelly Braz     | Chandelly       |
| Emiliano D'Avila   | Emiliano        |
| Giselle Batista    | Giselle         |
| Michelle Batista   | Michelle        |
| Alejandro Claveaux | Alejandro       |
| Luana Martau       | Luana           |
| Elisa Pinheiro     | Elisa           |
| Laila Garin        | Laila           |
| Pedro Gracindo     | Pedro           |
| Hugo Leão          | Hugo            |
| Deborah Wood       | Deborah         |
| Eduardo Landim     | Eduardo         |
| Adelaide de Castro | Adelaide        |
| Renata Guida       | Renata          |
| Marcela Coelho     | Marcela         |
| Junior Vieira      | Junior          |
| Bruno Heitor       | Edmilson        |
| Suzana Castelo     | Estela          |

### Participações especiais
| Ator                  | Personagem     |
| --------------------- | -------------- |
| Fábio Assunção        | Ator iniciante |
| Dennis Carvalho       | Diretor        |
| Mariah da Penha       | Vó Rosa        |
| Daniela Mercury       | Ela mesma      |
| Adren Alves           | Adren          |
| Ana Luiza Firmeza     | Ana Luiza      |
| Felipe Santana        | Felipe         |
| Fernanda Elisa Vieira | Fernanda       |
| Izabella Luz          | Izabella       |
| Jefferson Schoroeder  | Jeff           |
| Lilian Dietze         | Lilian Dietze  |
| Liz Moraes            | Liz            |
| Marisa Paiva          | Marisa         |
| Oscar Fabião          | Oscar          |
| Zé Wendell            | Zé             |
| Dai Fioratti          | Dai            |